# Nîjnea Saharivka, Burîn
Nîjnea Saharivka (în ucraineană Нижня Сагарівка) este un sat în comuna Suhoverhivka din raionul Burîn, regiunea Sumî, Ucraina.

## Demografie
Componența lingvistică a localității Nîjnea Saharivka
     Ucraineană (98,96%)
     Rusă (1,04%)
Conform recensământului din 2001, majoritatea populației localității Nîjnea Saharivka era vorbitoare de ucraineană (98,96%), existând în minoritate și vorbitori de rusă (1,04%).